# Drassodes imbecillus
Drassodes imbecillus är en spindelart som först beskrevs av Ludwig Carl Christian Koch 1875.  Drassodes imbecillus ingår i släktet Drassodes och familjen plattbuksspindlar.
Artens utbredningsområde är Etiopien. Inga underarter finns listade i Catalogue of Life.